# Roseococcus
 Roseococcus  ist eine Gattung von Bakterien.

## Merkmale und Stoffwechsel
Die Arten der Gattung Roseococcus sind kokkenförmig, bei R. suduntuyensis treten auch kurze Stäbchen auf. Sie sind durch Flagellen beweglich. Die Art R. thiosulfatophilus toleriert pH-Werte zwischen 7 und 8. Die Art R. suduntuyensis zeigt Wachstum bei hohen pH-Werten von 7,5 - 9,5. Die optimale Temperatur liegt bei hier bei 25 °C, bei R. thiosulfatophilus zwischen 25 und 30 °C.
Roseococcus ist auf Sauerstoff angewiesen (obligat aerob). Der Stoffwechsel ist entweder heteroorganotroph oder es findet die Photosynthese statt (fakultativ photoheterotroph).
Es ist das Bakteriochlorophyll a vorhanden. Roseococcus zählt zu den aeroben anoxygenen Phototrophen Bakterien (Aerobic Anoxygenic Phototrophs (AAP)). Es handelt sich hierbei um Bakterien, die in Gegenwart von Sauerstoff (unter aeroben Bedingungen) eine anoxygene Photosynthese (also ohne Nutzung von O2) durchführen. Diese anoxygene Photosynthese ähnelt der von Purpur-Nicht-Schwefel-Bakterien. Ein Unterschied ist, dass von Roseococcus keine Kohlenstofffixierung durchgeführt wird, denn allen Bakterien der AAP-Gruppe fehlt das hierfür benötigte Schlüsselenzym RuBisCO. Die AAP entwickelten sich evolutionär wahrscheinlich aus den Purpur Nicht-Schwefelbakterien und konnten damit eine ökologische Nische in der sauerstoffreichen Umwelt besetzen.
Die Art Roseococcus thiosulfatophilus kann Thiosulfat als zusätzliche Energiequelle nutzen. Daher rührt die Endsilbe des Artnamens, philus ist lateinisch und bedeutet so viel wie „mögend“. Roseococcus suduntuyensis ist dazu nicht in der Lage.

## Ökologie
Die Art Roseococcus thiosulfatophilus wurde aus einer Blaualgennmatte einer alkalischen,  sulfidhaltigen Thermalquelle im Bolshaya-Flusstal in Ostsibirien isoliert. Eine Besonderheit der Art ist die Fähigkeit das Ion Tellurit (TeO32−) abzubauen. Das elementare Tellur wird hierbei vom Bakterium innerhalb der Zelle angereichert. Dies ist bemerkenswert, da TeO32− bei anderen Organismen toxisch wirkt. Diese Fähigkeit ist nur von wenigen Bakterien bekannt, Beispiele sind Erythromicrobium ezovicum und Erythrobacter litoralis. Auch die zwei Unterarten von Roseinatronobacter bogoriensis sind hierzu in der Lage, sie lagern das gebildete Tellur allerdings außerhalb der Zellen ab. Des Weiteren können diese Unterarten auch Selenit zu Selen reduzieren.
Das Isolat der Erstbeschreibung von Roseococcus suduntuyensis stammt aus einen Sodasee, ebenfalls in Ostsibirien gelegen. Der pH-Wert des Sees lag bei 9,2. Die Art toleriert also hohe pH-Werte, es ist alkaliphil.
Weiterer Fundorte von nicht näher bestimmten Arten der Gattung (Roseococcus spec.) sind z.b. biologische Bodenkrusten von Sand Dünen. Dieser Fundort lag an der Nordspitze des Cape Cod National Seashore in Massachusetts. Hinweise auf eine der Gattung nahe stehende Art wurden in einem ephemeren (nur innerhalb einer kurzen Periode wasserenthaltend) im Inland liegenden (endorheischen) Gewässer in der Mojave-Wüste gefunden. Ein weiterer Fundort von Roseococcus spec. ist der Sodasee Doroninskoe in Russland, Region Transbaikalien. Die hier isolierte 16S rDNA stimmt mit 99 % der Art R. suduntuyensis überein.

## Systematik
Die Gattung Roseococcus zählt zu der Familie der Acetobacteraceae. Die Typusart ist Roseococcus thiosulfatophilus. Sie wurde im Jahr 1994 erstbeschrieben. Die Familie zählt zu der Abteilung der Proteobacteria und hier zu der Klasse der Alphaproteobacteria. Es zählen zwei Arten zu der Gattung:
- Roseococcus suduntuyensis Boldareva et al. 2009
- Roseococcus thiosulfatophilus Yurkov et al. 1994